# Mary Anning
Mary Anning (1799. május 21. – 1847. március 9. ) angol fosszíliagyűjtő, kereskedő és őslénytankutató (paleontológus), aki világhíres lett őslénytani leletei révén, melyeket Délnyugat-Angliában, Dorset megyében, a La Manche csatorna mentén fekvő Lyme Regisnél található sziklákban található jura kori tenger kövületrétegekben. Megállapításai hozzájárultak az őskori életről és földtörténetről való tudományos gondolkodás fontos változásaihoz. 
Anning a térség Kék Lias szikláiban keresett leleteket, különösen a téli hónapokban, amikor a földcsuszamlások új fosszíliákat tártak fel, amelyeket gyorsan össze kellett gyűjteni, mielőtt a tengerbe vesztek. 1833-ban egy földcsuszamlás során, amely Trey nevű kutyáját megölte, ő is majdnem életét vesztette. Felfedezései között szerepelt az első helyesen azonosított ichthyoszaurusz-csontváz, az első két teljes plezioszaurusz-csontváz, az első Németországon kívül talált pteroszaurusz-csontváz és több fontos halkövület. Megfigyelései kulcsszerepet játszottak abban a felismerésben, hogy a koprolitok, amelyeket akkoriban bezoar köveknek hívtak, fosszilizált széklet. Azt is felfedezték, hogy a belemnite fosszíliák megkövesedett tintazsákokat tartalmaztak, hasonlóan a modern lábasfejűekhez. Amikor Henry de la Beche geológus a Duria Antiquiort festette, amely az őskori élet első, széles körben elterjedt képi ábrázolása volt, amely fosszilis rekonstrukciókra alapult, ezt nagyrészt az Anning által talált kövületeire alapozta, és a kép nyomatait Anning javára eladta. 
Máshitűként és nőként Anning nem volt teljes értékű tagja a 19. századi brit tudományos közösségnek, amely többnyire anglikán úriemberekből tevődött össze. Életének nagy részén pénzügyi gondokkal küszködött. Családja szegény volt, műbútorasztalos apja elhalálozott, amikor Anning tizenegy éves volt.

## Fordítás
- Ez a szócikk részben vagy egészben  a   Mary Anning című angol Wikipédia-szócikk ezen változatának fordításán alapul.  Az eredeti cikk szerkesztőit annak laptörténete sorolja fel. Ez a jelzés csupán a megfogalmazás eredetét és a szerzői jogokat jelzi, nem szolgál a cikkben szereplő információk forrásmegjelöléseként.